# Лески (Ивано-Франковская область)
Лески́ (укр. Ліски) — село в Коршевской сельской общине Коломыйского района Ивано-Франковской области Украины.
Население по переписи 2001 года составляло 959 человек. Занимает площадь 8,72 км². Почтовый индекс — 78242.